# Heinrich Bär
Heinz (Oskar-Heinrich) Bär (ur. 21 marca 1913 w Sommerfeld, zm. 28 kwietnia 1957 koło Brunszwiku) – as myśliwski, podpułkownik Luftwaffe. Uczestnik działań zbrojnych podczas II wojny światowej. Odznaczony Krzyżem Rycerskim Krzyża Żelaznego z Liśćmi Dębu i Mieczami. Na swoim koncie miał 220 zwycięstw na wszystkich frontach wojny: 3 nad Francją, 10 w czasie Bitwy o Anglię, 96 na froncie wschodnim, 61 w Afryce, 46 na froncie zachodnim, 4 nad Maltą. Wśród jego zwycięstw były 52 maszyny USAAF: 21 B-17 i B-24, 11 P-51, 10 P-47, 4 P-38, 3 B-25, 1 A-20, a także 25 Spitfire. Znajduje się na ósmym miejscu listy niemieckich pilotów z największą liczbą zestrzeleń. 

## Odznaczenia
- Krzyż Rycerski Krzyża Żelaznego z Liśćmi Dębu i Mieczami
  - Krzyż Rycerski – 2 lipca 1941
  - Liście Dębu (nr 31) – 14 sierpnia 1941
  - Miecze (nr 7) – 16 lutego 1942
- Krzyż Niemiecki w Złocie – 27 maja 1942
- Krzyż Żelazny I Klasy – 6 lipca 1940
- Krzyż Żelazny II Klasy – 29 września 1939
- Srebrna Odznaka za Rany
- Puchar Honorowy Luftwaffe
- Złota odznaka pilota frontowego Luftwaffe z liczbą "1000"
- Złota odznaka pilota/obserwatora Luftwaffe z brylantami.
- Wstęga naramienna "Africa".

Trzykrotnie nominowany do Krzyża Rycerskiego Krzyża Żelaznego z Liśćmi Dębu, Mieczami i Brylantami. Jednak trzy razy ta nominacja została odrzucona przez Reichsmarschalla Hermanna Göringa.